# Vicario capitular
En el catolicismo, un vicario capitular era un presbítero elegido por el Cabildo catedral de su respectiva diócesis, para, con jurisdicción episcopal, administrar los negocios, temporales o espirituales, o ambos, de la diócesis que se encuentre con sede vacante, o sea sin obispo o arzobispo titular. Ejercía básicamente los mismos derechos y obligaciones del obispo pero no podía gozar de la ordenación episcopal, no podía usar el trono, ni la séptima vela, ni diáconos honorarios, a pesar de que tenía derecho de báculo pastoral.
Se diferenciaba del Administrador Apostólico pues recibía nombramiento del cabildo eclesiástico de la diócesis y no directamente de la Santa Sede, la cual posteriormente lo confirmaba. Generalmente ocurría que se designaba Vicario Capitular, cuando el Papa no designaba Administrador Apostólico y se requería alguien que ejerciera el gobierno de la estructura eclesiástica de manera rápida.
Desde el siglo XII, recogido después en el Código de Derecho Canónico de 1917 y hasta 1983 la competencia de elegir a alguien que se encargue del gobierno de la diócesis recaía en el cabildo catedral, el cual en el plazo de ocho días, desde la vacante de la sede, elegía un Vicario Capitular. 
Sin embargo, desde el Código de Derecho Canónico de 1983 los cabildos han visto desaparecidas algunas de sus competencias, tanto su función interina en la vacante, como su competencia para designar un Vicario Capitular, pasando todas sus funciones al Colegio de Consultores Diocesanos, el cual ya no nombra Vicario Capitular, sino Administrador Diocesano.